# 헤이스팅스 전투
헤이스팅스 전투는 1066년 10월 14일 영국 남동부 헤이스팅스에서 노르망디 공국의 정복왕 윌리엄과 잉글랜드 국왕 해럴드의 군대가 맞붙은 전투로, 이 전투에서 노르망디군이 승리하였다.
전투 결과, 정복왕 윌리엄은 잉글랜드의 윌리엄 1세로 등극하였고, 노르만 왕조가 성립되었다. 이로써 노르만 정복이 완성된 것이다.

## 전개
1066년 잉글랜드의 왕이었던 에드워드 국왕이 사망하기 전 후계자로 해럴드를 선택했다. 노르망디의 정복왕 윌리엄은 자신이 잉글랜드의 후계자이며 잉글랜드의 국왕은 자신이 되어야 한다고 주장한다. 둘의 싸움이 이어지자 윌리엄이 잉글랜드 헤이스팅스로 침략, 해럴드를 공격하였다.

## 전투 경과
잉글랜드의 해럴드는 1066년 여름 동안 윌리엄의 영국 진공을 기다렸으나 9월 초에 보급품이 떨어지자 해럴드는 군대를 해산시켰고, 9월 25일에 요크셔 지방의 스탬퍼드브리지에서 노르웨이의 하랄드 3세의 침략을 물리쳤다.
노르망디 공국의 윌리엄이 여름 동안 쳐들어오지 않았던 것은 북풍 때문에 8주간 항구에 묶여 있었기 때문으로 전해진다. 그런데 그 북풍이 멈추고 바람의 방향이 바뀌자 마침내 침공에 나선 것이 9월 27일이었다. 따라서 해럴드의 입장에서는 가장 좋지 않은 시기에 강력한 기사단을 갖춘 적을 맞아 싸우게 된 것이다.
10월 13일, 윌리엄이 헤이스팅스로 진격한다는 소식을 접한 해럴드는 7,000명의 병력을 이끌고 요크셔에서 남하하였다. 문제는 이들이 훈련 및 장비가 부족했다는 점이다. 그러나 유럽 각국이 윌리엄을 지지하고 있던 상황에서 해럴드는 무리한 전투 준비를 강행했다.
10월 14일 새벽, 노르만 기사단이 잉글랜드군을 기습했고 노르만 기사단은 해럴드군을 헤이스팅스에서 북서쪽으로 16km 지점까지 몰아붙였고, 해질 무렵 해럴드가 전사하자 잉글랜드군은 와해되었다.
이 전투 후에 잉글랜드 정규군과 전투는 거의 없었다. 1066년 말 웨스트민스터 사원에서 대관식을 올린 후 계속된 토착민들의 반란도 1071년까지는 모두 진압되었고, 윌리엄은 잉글랜드 전역을 제압하고 자신을 따라온 노르만 기사들을 영주로 삼아 정복 작업을 마무리하게 된다.

## 전투
스템포드 다리에서의 전투 이후 해럴드의 군인들은 지쳐있었다. 그 때 해럴드의 전령이 윌리엄이 도착했다는 소식을 알렸다. 해럴드는 스템포드 다리에서 지원군을 기다릴지 윌리엄이 있는 곳으로 진격할지 고민했다. 결국 해럴드는 이동 중 지원군이 오기를 기다리면서 윌리엄이 있는 곳으로 진격하기로 마음먹었다. 하지만 지원군은 헤럴드가 원하는 만큼 오지 않았다. 해럴드는 군인들을 사과나무가 있는 칼벡 언덕 위로 가라고 명령했다.
하지만 나중에는 센렉 언덕 위로 올라간 다음에 방패벽을 만들었고 잉글랜드 병사들은 윌리엄의 군대를 잘 견뎌내고 있었다. 하지만 나중에 보병대가 방패벽을 부수었고(기록에 의하면 직접적 원인은 유리한 전황에 흥분한 헤럴드의 병사들 중 훈련 안된 자가 달려들어 방패벽이 무너진 것이라고도 함) 잉글랜드 군은 패배했다.
윌리엄은 해럴드의 어머니와 평화를 맺은 다음, 1066년 성탄절에 왕이 되었다.

## 관련 일화
전투가 어찌나 치열했던지 전투 중 윌리엄이 사망했다는 소문까지 돌게 되었다. 당시엔 문장을 나타내는 서코트(갑옷 위의 겉옷)가 없었기 때문에 윌리엄은 사방을 돌아다니며 자기 얼굴을 보여주며 생존 사실을 알려야 했다.
해럴드의 두 형제인 레오뷔네(Leofwine)와 귀르드(Gyrð)는 전투 초기에 전사했다.
바이외 태피스트리는 이 전투의 묘사에 많은 부분을 할애하고 있다.
결국 이 전투는 잉글랜드의 패배, 노르만의 승리로 이어진다.